# Рубина, Алла Давидовна
А́лла Дави́довна Ру́бина (укр. Алла Давидівна Рубіна; род. 14 мая 1944, Киев) — украинский хореограф, главный балетмейстер Национального академического драматического театра им. Леси Украинки и Драматического театра им. Ивана Франко, доцент кафедр хореографии Академии руководящих кадров культуры и искусств и Театрального университета (Киев). Заслуженная артистка Украины (1994).

## Биография
Окончила Киевское хореографическое училище, после чего танцевала в Одесском и Киевском театрах оперы и балета. Затем училась в Москве, в Государственном институте театрального искусства (факультет театроведения, курс Николая Эльяша) и в Санкт-Петербурге, в Ленинградской консерватории (факультет музыкальной режиссуры, режиссура балета, курс Никиты Долгушина).
Занимала должности главного балетмейстера в Киевском государственном мюзик-холле, в Киевском театре эстрады и в Государственном музыкальном театре для детей и юношества. В 1990—1996 годах — главный балетмейстер Киевского еврейского театра «Мазл-тов», где основала «Еврейский балет», придерживающийся культуры диаспоры. В 1995 году коллектив участвовал в фестивале в Лос-Анджелесе, где получил почётный приз «Звезда Голливуда».
В качестве члена жюри участвовала в работе Международного конкурса артистов балета и хореографов им. С. Лифаря и конкурса «XXI век» (Киев), конкурса современной хореографии им. Сергея Дягилева (Гдыня, Польша).

## Постановки
- «Мушкетёр», «современный» номер для Алины Кожокару (Международный конкурс артистов балета в Москве, 1997)
- «Киевские фрески», оратория-балет И. Карабица (Национальная опера Украины)
- «Цвет папоротника», фольк-опера-балет (Национальная опера Украины)
- «Майская ночь» Е. Станковича, балет по одноимённой повести Гоголя (Киевский театр оперы и балета для детей и юношества)
- «Весна священная» И. Стравинского (Харьковский оперный театр)
- «Катерина Белокур», балет Л. Дичко (Национальная филармония Украины)
- «Избранник солнца», фолк-балет-мистерия О. Шимко (Киевский театр оперы и балета для детей и юношества)
- «Кармен Street» (балетная школа «Кияночка», 2007)[1].

## Награды
- Заслуженная артистка Украины (1994)[2].
- Лауреат Международного конкурса артистов балета и хореографов им. С. Лифаря в номинации «Хореограф» (1994 и 1996).
- Лауреат Международного фестиваля театров в Бухаресте (Румыния, 1994).
- Почётный приз «Звезда Голливуда» (коллективу «Еврейский балет»; Лос-Анджелес, США, 1995).
- Театральные премии «Образ мечты» (1997) и «Киевская пектораль» (1998, 2000, 2002, 2003).